# Molekulové spektrum

Příklad molekulárního pohybu po dodání energie (část α-šroubovice)

Molekulové spektrum (také optické spektrum molekul) vzniká při interakci elektromagnetického záření s látkou, která je složena z molekul. Tato spektra jsou pro každou látku charakteristická, neboť odrážejí složitou strukturu energetických hladin molekuly, tedy stav molekuly. Stavy molekul jsou určeny nejen elektronovou konfigurací elektronů, ale také vzájemným pohybem ostatních složek. Určitá energie připadá na rotaci molekuly kolem své osy a na vzájemný kmitavý pohyb jednotlivých atomů, z nichž se molekula skládá.
Platí, že pokud je látka ozářena elektromagnetickým zářením, jsou absorbovány pouze určité vlnové délky, vlnová čísla a určité energie. Molekula totiž absorbuje pouze fotony, jejichž energie odpovídá přechodu mezi energetickými hladinami v molekule a může tak způsobit její excitaci.
Výsledné spektrum molekuly je kombinací elektronového, rotačního a vibračního spektra.  Energie záření potřebná k excitaci elektronů na jiné energetické hladiny se řádově pohybuje v jednotkách eV, energie způsobující vibraci vazeb v molekule v desetinách eV a energie zvyšující rotaci molekul v tisícinách eV.
Molekulová spektra jsou většinou pásová, neboť dochází k překryvu a splynutí spektrálních čar. Jsou proto mnohem složitější než elektronová spektra atomů nebo iontů, která jsou čarová. Vibrace a rotace molekul jsou studovány infračervenou a Ramanovou spektroskopií. Elektronové excitace jsou studovány pomocí viditelné a ultrafialové spektroskopie, také fluorescenční spektroskopie. 

## Energie molekuly

### Základní stav
Celková energie molekuly E v základním stavu se v pevném a kapalném stavu skládá z energie elektronů, vibrační energie vazeb v molekule a rotační energie molekul. V plynném stavu přibývá ještě energie kinetická.
E = Eel+ Evin + Erot + Ekin
- Eel je energie elektronů. Podobně jako u atomů mohou být elektrony v molekule vybuzeny do vyšších hladin energie (rozdíly mezi elektronovými hladinami jsou zhruba od 1 eV do 1 keV). Přechody mezi hladinami elektronové energie jsou převážně ve viditelné a ultrafialové oblasti molekulových spekter.
- Evib je vibrační energie molekuly. Vibrace způsobuje periodické přibližování a vzdalování, zvětšování a zmenšování valenčních úhlů s menší či větší amplitudou (rozdíly mezi vibračními hladinami jsou zlomky až setiny eV). Přechody mezi hladinami vibračními energie jsou převážně v infračervené a daleké infračervené oblasti molekulových spekter.
- Er je rotační energie molekuly, která je nejnižší složkou celkové energie E (rozdíly mezi rotačními hladinami jsou tisíciny až stotisíciny eV). Přechody mezi hladinami rotační energie jsou převážně v infračervené a mikrovlnné oblasti molekulových spekter.
- Ekin je energie kinetická, která je dána teplotou a turbulencí plynu. Ve spektru se projeví rozšířením čar.

### Excitovaný stav

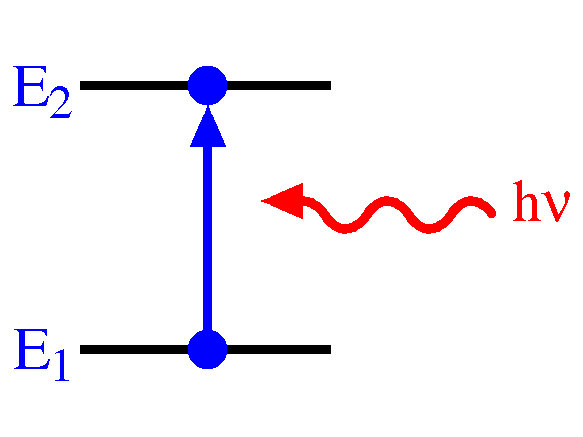
Vznik excitovaného stavu (E_{2}) ze základního (E_{1}) při absorpci záření

K excitovanému stavu dochází po ozáření molekuly elektromagnetickým zářením, ale pouze v případě, pokud energie záření odpovídá přechodu mezi energetickými hladinami (elektronovými, vibračními nebo rotačními). Excitaci lze obecně popsat rovnicí:
Δ E = Eexcitovaný stav - Ezákladní stav = {\displaystyle h} . {\displaystyle f}
kde {\displaystyle h} je Planckova konstanta (hodnota 6,6252×10−34 J·s = 4,1 μeV/GH), {\displaystyle f} je frekvence záření (Hz)
Pro elektromagnetické záření o vlnové délce {\displaystyle \lambda } (m) (ve vakuu), které má frekvenci {\displaystyle f} (Hz) a jemu připisovaný foton má energii {\displaystyle E} (J) platí následující rovnice:
{\displaystyle \lambda ={\frac {c}{f}}\,\!}
{\displaystyle E=hf\,\!}
kde {\displaystyle c} je rychlost světla (přibližně 2,998×108 m/s), {\displaystyle h} je Planckova konstanta (hodnota 6,6252×10−34 J·s = 4,1 μeV/GH)

## Elektronová spektra

Příklad energetických hladin elektronů

Elektrony, které jsou sdíleny mezi jednotlivými atomy molekuly, se mohou nacházet nejen v základním, ale také v excitovaném stavu. Při přechodu mezi jednotlivými stavy takových elektronů získáváme elektronové spektrum. Energetické hladiny, které obsazují takové elektrony jsou od sebe mnohem více vzdáleny než např. rotační nebo vibrační energetické hladiny. Při přechodech mezi elektronovými hladinami molekuly dochází k vyzařování ve viditelné nebo ultrafialové části spektra. Každá taková spektrální čára se přitom jeví jako série velmi těsně přiléhajících čar, tzv. pás (spektrum je tedy pásové), který vzniká jako důsledek existence rotačních a vibračních stavů v každém elektronovém stavu.
Elektronová spektra jsou pozorována u všech molekul.
Elektronové přechody jsou velmi rychlé. Při elektronovém přechodu se předpokládá, že nedochází ke změně vzdáleností jader atomů v molekule, tzn. vibrační a rotační pohyby atomů v molekule můžeme při elektronových přechodech zanedbat. Tato skutečnost se označuje jako Franckův-Condonův princip.
Návrat molekuly z excitovaného stavu může probíhat různými způsoby. Může např. dojít k vyzáření fotonu o odpovídající energii, čímž elektron přejde přímo do svého základního stavu. Molekula v excitovaném stavu však může ztratit část své vibrační energie (např. srážkami s jinými molekulami), takže excitovaný elektron se nachází na nižší vibrační hladině. Při přechodu pak dojde k vyzáření fotonu s nižší frekvencí než byla frekvence původně absorbovaného fotonu. Tento jev se označuje jako fluorescence.

## Vibrační spektra

Příklad vibrace atomů v molekule

Kmitání jednotlivých atomů molekuly je svázáno s vibračními energetickými hladinami. Při přechodech mezi vibračními stavy vzniká vibrační spektrum.
Příčinou těchto energetických hladin jsou vibrace atomů uvnitř molekuly.
Přechody mezi jednotlivými vibračními stavy jsou provázeny pohlcením nebo vyzářením fotonu, podobně jako při přechodu elektronu mezi jednotlivými energetickými hladinami v elektronovém obalu atomu. Mezi jednotlivými vibračními hladinami jsou relativně malé vzdálenosti (∼0,1 eV), tedy i vzdálenosti mezi jednotlivými vibračními spektrálními čárami jsou malé. Vlnové délky se obvykle pohybují v infračervené oblasti spektra v intervalech od 10000 Å do 0,1 mm. Vzdálenosti mezi jednotlivými vibračními hladinami jsou o něco větší než vzdálenosti mezi rotačními energetickými hladinami.

## Rotační spektra

Příklad rotace molekul

S rotací molekul jsou spojovány rotační energetické hladiny. Spektrum vznikající při přechodech mezi rotačními energetickými hladinami se označuje jako rotační.
Příčinou těchto energetických hladin je rotace molekuly jako celku. Moment hybnosti je (v kvantovém světě) omezen pouze na diskrétní hodnoty, a poněvadž molekula je chápána jako kvantový objekt, bude také její rotace kvantována.
Přechody mezi jednotlivými rotačními stavy jsou provázeny pohlcením nebo vyzářením fotonu, podobně jako při přechodu elektronu mezi jednotlivými energetickými hladinami v elektronovém obalu atomu. Mezi jednotlivými rotačními hladinami jsou relativně malé vzdálenosti (∼1 meV), tedy i vzdálenosti mezi jednotlivými rotačními spektrálními čárami jsou malé. Vlnové délky se obvykle pohybují v mikrovlnné oblasti v intervalech od 0,1 mm do 1 cm. Vzdálenosti mezi jednotlivými rotačními hladinami jsou o něco menší než vzdálenosti mezi vibračními energetickými hladinami.

## Vibračně rotační spektra
U plynů je obvykle pozorováno rozštěpení vibračních čar, které vzniká v důsledku rotace molekul. Taková spektra se pak označují jako vibračně rotační spektra. Vibračně rotační spektrum představuje hustou soustavu spektrálních čar, které vznikají při přechodu mezi různými rotačními stavy jedné vibrační hladiny a rotačními stavy jiné vibrační hladiny. Pokud má spektroskop, kterým je spektrum získáno, malou rozlišovací schopnost, získáme místo spektrálních čar široké pruhy, které se označují jako vibračně rotační pásy.